# پیتنا
پیتنا (به لهستانی:  Pietna) یک روستا در لهستان است که در گمینا کراپکوویتسه واقع شده‌است.